# Desa Lembah (administrativ by i Indonesien, lat -7,79, long 111,50)
Desa Lembah är en administrativ by i Indonesien.   Den ligger i provinsen Jawa Timur, i den västra delen av landet, 500 km öster om huvudstaden Jakarta.